# Катран короткорилий
Катран короткорилий (Squalus brevirostris) — акула з роду Катран родини Катранові. Інша назва «японський коротконосий катран».

## Опис
Загальна довжина досягає 60 см. Спостерігається статевий диморфізм: самці більше за самиць. Голова коротка, трохи загострена. Морда дуже коротка. Звідси походить назва цієї акули. Очі великі, овальні, горизонтальної форми, розташовані ближче до кінчика морди. Значно ближче ніж до першої зябрової щілини. Ніздрі розташовані близько до кінчика носа. Відстань від кінчика морди до ніздрів дорівнює відстані від ніздрів до передньої лінії очей. У неї 5 пар зябрових щілин. Тулуб гладкий. Грудні плавці широкі, загострені. Має 2 спинних плавця трикутної форми. Біля них є колючі шипи. Передній шип дорівнює половині висоти переднього спинного плавця. Задній шип майже такої ж самої довжини як задній спинний плавець. Хвостовий плавець широкий, помірно короткий. Анальний плавець відсутній.
Забарвлення спини сіре, іноді з коричневим відтінком. Черево більш світліше. Кінчики спинних плавців темніше за загальний фон. Задня крайка хвостового плавця має світлу облямівку.

## Спосіб життя
Тримається на глибині 100–300 м. Помірно активна акула. Живиться дрібними костистими рибами, донними безхребетними.
Статева зрілість у самців настає при розмірі 45 см. Це яйцеживородна акула.
Не є об'єктом промислового вилову, проте м'ясо смачне, при випадковому вилові використовується в сушеному, соленому, копченому вигляді. Печінка дуже багата на сквален.

## Розповсюдження
Мешкає біля південного узбережжя Японії, у Південно-Китайському морі — від Тайваню і південного Китаю до В'єтнаму.